# 12기통 수평 엔진
수평 대향 12라고도 하는 12기통 수평 엔진(영어: Flat-twelve engine)은 중앙 크랭크 샤프트의 각 측면에 6개의 실린더가 있는 12 기통 피스톤 엔진이다.
12기통 수평 엔진은 V12 엔진보다 덜 일반적이지만 1960년대와 1970년대에는 다양한 레이싱 카와 1973년~1996년에는 미드 엔진 페라리 로드 카에 사용되었다.

## 디자인
대부분의 플랫 트윈, 4기통 수평 및 6기통 수평 엔진과 달리 12기통 직렬 엔진은 일반적으로 박서 엔진 대신 180° V 엔진의 크랭크 샤프트 구성을 사용한다. 따라서 대부분의 12기통 수평 엔진에는 자체 크랭크 핀이있는 각 피스톤의 박서 디자인 대신 크랭크 핀을 공유하는 각 쌍의 피스톤이 있다.
V12 엔진에 비해 플랫 12는 무게 중심이 낮지만 플랫 12기통 수평 엔진은 더 넓기 때문에 프론트 엔진 자동차에서는 거의 사용되지 않는다.

## 레이싱 카

### 포뮬러 원
최초의 12기통 수평 엔진은 버려진 Cisitalia Grand Prix 레이싱 카를 위해 1947년 포르쉐가 제작했다. 포르쉐 Typ 360으로 알려진 엔진은 슈퍼차저가 적용되었으며 배기량은 1.5L (92 cu in)이었다.엔진 하나가 만들어졌고 자동차는 최고 속도 테스트를 수행했지만 어떤 경주에서도 경쟁하지 않았다.
1964년과 1965년에 페라리 512 F1은 여러 포뮬러 원 레이스에서 경쟁했다.512 F1은 1.5 L (92 cu in) 플12기통 수평 엔진으로 구동되었으며 V8 엔진 페라리 158과 함께 경주하였다. 페라리는 1970년에 페라리 312B가 이전 모델이 사용하던 V12 엔진에서 전환했을 때 플랫 12 엔진을 다시 사용했다. 312B의 후속 모델인 페라리 312T는 1975년에 출시되었으며 1975년~1979년에 포뮬러 원 컨스트럭터 챔피언십에서 우승했다.페라리 312T의 성공으로 다른 포뮬러 원 팀은 1979년식 알파 로메오 177과 같은 F12 엔진을 제작했다.
1990년, 스바루 1235 F12 엔진은 엔진 제조업체로서 포뮬러 원에서 경쟁하려는 스바루의 실패한 시도를 위해 제작되었다.

### 스포츠 카 레이싱
1969년 포르쉐 917 스포츠 프로토 타입 레이싱 카는 공랭식 플랫 12 엔진을 도입했다. 이 F12 엔진은 이전 F8 엔진을 기반으로 했지만 플랫-에이트가 사용하는 박서 구성 대신 V12 크랭크 축 구성을 사용했다. 포르쉐 917의 지배는 아마도 페라리에 영향을 미칠 것이다. 알파 로메오는 또한 1973년~1976년 알파 로메오 33TT12 및 알파 로메오 33SC12 스포츠 프로토타입 레이싱 카에 플랫 12 엔진을 사용했다.
1991년 스포츠 프로토타입 레이싱 카테고리의 경우 메르세데스-벤츠는 메르세데스-벤츠 C291 레이싱 카를 위해 트윈 터보 V8 엔진에서 자연 흡기 플랫 12 엔진으로 전환했다. 이 엔진은 일반적으로 흡기 포트가 있는 배기 포트가있는 실린더 헤드 설계를 사용했다 (엔진 상단, 위쪽을 향함). 흡기 포트는 흡기 및 배기 캠축 사이, 점화 플러그 바로 위에 있으며 수직에서 바깥쪽 각도를 가리킨다. 이것은 엔진이 섀시 아래에 설치 될 수 있도록 하기 위한 것이다. C291은 실패했고 메르세데스는 1991년 시즌 이후 스포츠 프로토타입 경주에서 철수했다.

## 생산형 차량
1973년에서 1996년까지 페라리는 1973년~1976년식 페라리 365 GT/4BB, 1976년~1981년식 페라리 BB 512, 1981년~1984년식 페라리 BB 512i, 1984년~1991년식 페라리 테스타로사 등 다양한 생산혈 모델에 12기통 수평  엔진을 사용했다. 1991년~1994년식 페라리 512 TR 및 1994년~1996년식 페라리 F512 M에도 동일한 엔진이 사용되었다.

## 그 외
제 2차 세계 대전 동안 영국 코버넌터 전차는 Meadows D.A.V flat-12, 340hp (250kW), Churchill은 350hp (261kW) Bedford 엔진 flat 12로 구동되었다.또 다른 군용 차량은 1950년대의 Panhard EBR 장갑차였다.
1940년대에 미국의 Franklin Engine Company는 O-805-2라는 수평 12의 항공기 엔진을 생산했다.